# 格粗饰蚶
格粗饰蚶（学名：Anadara clathrata），是魁蛤目魁蛤科粗饰蚶属的一种。主要分布于中国大陆，常栖息在潮下带22-51.5米。